# Dramagix
Dramagix（ドラマジックス）とは、過去に存在した日本の声優を主役にした実写ドラマのレーベルである。
この項では、その延長線として企画された『DSE〜DRAMAGIX SEIYU ENERGY』シリーズや、その姉妹レーベル『FSE〜FUNTAGIX SEIYU ENERGY〜』シリーズに関しても取り上げる。

## 概要
制作はラムズ。DVD販売は「Dramagix」シリーズは同じくラムズ（同社通信販売や関連イベント、アニメイト限定販売）、「DSE」「FSE」シリーズはアミューズソフトエンタテインメント（これらは一般市場流通されていた）。
これらのダイジェスト版が、「Dramagix」シリーズはアニメ天国内、「DSE」シリーズはアニメ天国とDream Factory内で数回に分けて放送されている。なお、番組により放送時間や編集内容が異なる。
2006年いっぱい存在していたが、その後リリース予定はなく、2007年11月の時点で、「DSE」・「FSE」の公式サイト（ドメイン：dramagix.com）は閉鎖となっている（「Dramagix」の公式ページはラムズ公式サイト内にあり、しばらく閲覧できていたが、後に削除、現在はラムズ倒産によりサイト自体消滅）。

## 出演声優について
- ラムズは、タレントプロデュース部を持ち、声優を中心とした、多数のタレントを所属させていることから、その声優を主に起用する。
- 主役は基本的にラムズ所属声優となるが、まれに他の事務所所属の声優が主役となることがある。目立ったものとして下の傾向がある。
  - 青二プロダクション所属声優
    - DramagixおよびDSEにて、大手声優事務所である青二プロダクションから白石涼子・國府田マリ子・森田成一といった、3人の所属タレントが主演している。

  - 稲村優奈
    - テアトルアカデミー所属（当時）の稲村優奈が、DSE2作品にて、主役級の出演をしている。

## 前身作品

### if〜もし私が…だったら〜
この作品は、「Dramagix」レーベルが立ち上がる前にラムズがイベント向けに自主制作し、そのDVDが同社関連のイベント会場（2004年）や通信販売、アニメイト限定で販売されたものである（現在は廃盤）。
キャスト
- 野川さくら
- 渡辺和徳（つかこうへい劇団）
- 植田佳奈 （友情出演）

脚本・演出
- 鹿志村聡

## 「Dramagix」作品

### if〜もしも…で逢えたなら〜
Dramagixシリーズ第1弾。2005年6月20日発売。
- 主題歌「小さくI love you」
  - 作詞：上條貴史／作曲：YOFFY／編曲：サイキックラバー／歌：野川さくら

キャスト
野川さくら：野川さくら
マッシュ：中本順久
脚本・監督
椿悟郎

### CROSS OVER
Dramagixシリーズ第2弾。Vol.1は2005年7月20日発売、Vol.2は8月20日発売。
キャスト
宮崎ウイ：宮崎羽衣
井ノ上ナナ：井ノ上奈々
齋藤モモコ：斎藤桃子
庄子ユイ：庄子裕衣
脚本
近藤てつき
監督
畑澤和也

### TWO-IN
Dramagixシリーズ第3弾。2005年9月20日発売。
キャスト
洋子：白石涼子
陽介：白井秀行
宏美：柏木弘美
早紀：藤平るみ
聡美：海野沙織
香奈枝：寺内淳

### 月のパズル
Dramagixシリーズ第4弾。2005年10月20日発売。
キャスト
清水マミ：小清水亜美
遠山アサコ：庄子裕衣
清水フミヤ：星見陽介
清水エイジ：橋本明典
レイコ：阿部玲子

## 「DSE」作品

### RAY
DSEシリーズ第1弾。Vol.1「COLD BLOOD」が2005年11月25日に、Vol.2「SPIRITUAL SONG」が2005年12月22日に発売された。
謎の天才外科医"零"の活躍を描く吉富昭仁の漫画作品『RAY』をドラマ化。
キャスト
春日野零：野川さくら
江原朋美：宮崎羽衣
小野口絵里：南條愛乃
ハル：村上幸平
坂本：小川輝晃
慎一：布施雅英

### ACCESS
DSEシリーズ第2弾。2006年1月27日発売。
第2弾となる本作は、本格推理サスペンス。幼くして両親を亡くした姉妹が、知恵とネットワークを駆使する私刑執行人として、女性の敵に立ち向かっていく姿を描いている。
キャスト
真山澪：井ノ上奈々
三村瑞穂：稲村優奈
啓太郎：水島大宙
小泉由紀子：花村怜美
雫：明坂聡美

### 硝子のファンタジア
DSEシリーズ第3弾。2006年2月24日発売。
失明の危機に瀕しながらもイラスト創作活動を続ける少女カレンと、バレリーナとして将来を期待されていたが骨肉腫のため足の切断を迫られた少女アリアの心の交流を描いた作品。
キャスト
カレン：宮崎羽衣
アリア：後藤沙緒里

### Princess Cat
DSEシリーズ第4弾。2006年3月24日発売。
主題歌『NON STOP!!!』（歌：酒井香奈子）
キャスト
綾小路姫子：酒井香奈子
西町すもも：斎藤桃子

### Flower Snow
DSEシリーズ第5弾。2006年4月28日発売。
主題歌『白い約束』（歌：酒井香奈子）
キャスト
宇田川杏子：國府田マリ子
宇田川リカ：酒井香奈子

### Gift
DSEシリーズ第6弾。2006年5月26日発売。
キャスト
中島裕二郎：森田成一
中島歌織：庄子裕衣
森響子：近江知永

### パルフェ Another Story
DSEシリーズ第7弾。2006年6月23日発売。
PS2用ゲーム『パルフェ - Chocolat Second Style -』をドラマ化。
キャスト
風美由飛：宮崎羽衣
雪乃明日香：稲村優奈
沢崎都：井ノ上奈々
沢崎美緒：斎藤桃子
川端瑞奈：庄子裕衣
花鳥玲愛：野川さくら

### true tears 〜pure album〜
DESシリーズ第8弾。2006年12月22日発売。
PS2用ゲーム『true tears』をドラマ化。

### キャスト
- 仲根るい：武田梓
- 真田柚子：鈴木亜里沙
- 雪代かつら：川原真琴
- 上原穂香：立花未樹・中山恵里奈
- 桜川依緒：梶原ひかり
- 小笠原光里：後嵩西美香
- 百瀬真子：田中りこ
- 井上祇園：奥ノ矢佳奈
- 真田葉子：稲村優奈

## 「FSE」作品
- アイドル声優ワンダーランド アキハバラ情報局 Vol.1（2006年2月24日）
- アイドル声優ワンダーランド アキハバラ情報局 Vol.2（2006年3月24日）
  - アキハバラ情報局2005年10月 - 3月放送分の総集編DVDである。
- 声優への道 Road To Voice Actor 〜声優実践講座〜 Vol.1（2006年4月28日）
- 声優への道 Road To Voice Actor 〜声優実践講座〜 Vol.2（2006年7月28日）
- 声優への道 Road To Voice Actor 〜声優実践講座〜 Vol.3（2006年10月27日）
  - Dream Factory内で放送している「声優への道」をDVD化したもの。
- 野川さくら LIVE COLLECTION Vol.1 カウントダウンライブ にゃっほ〜♪New Year2004-2005（2006年5月26日）
- 野川さくら LIVE COLLECTION Vol.2 にゃっほ〜♪LIVE 2005 PoTeChi（2006年6月23日）
- 野川さくら LIVE COLLECTION Vol.3 Sakura Nogawa Live Tour 2006 ルピカ（2006年9月22日）
  - 野川のライブDVDは、これ以前はバンダイビジュアルから、これ以降はエイベックスより発売された。